# L'innocenza giustificata

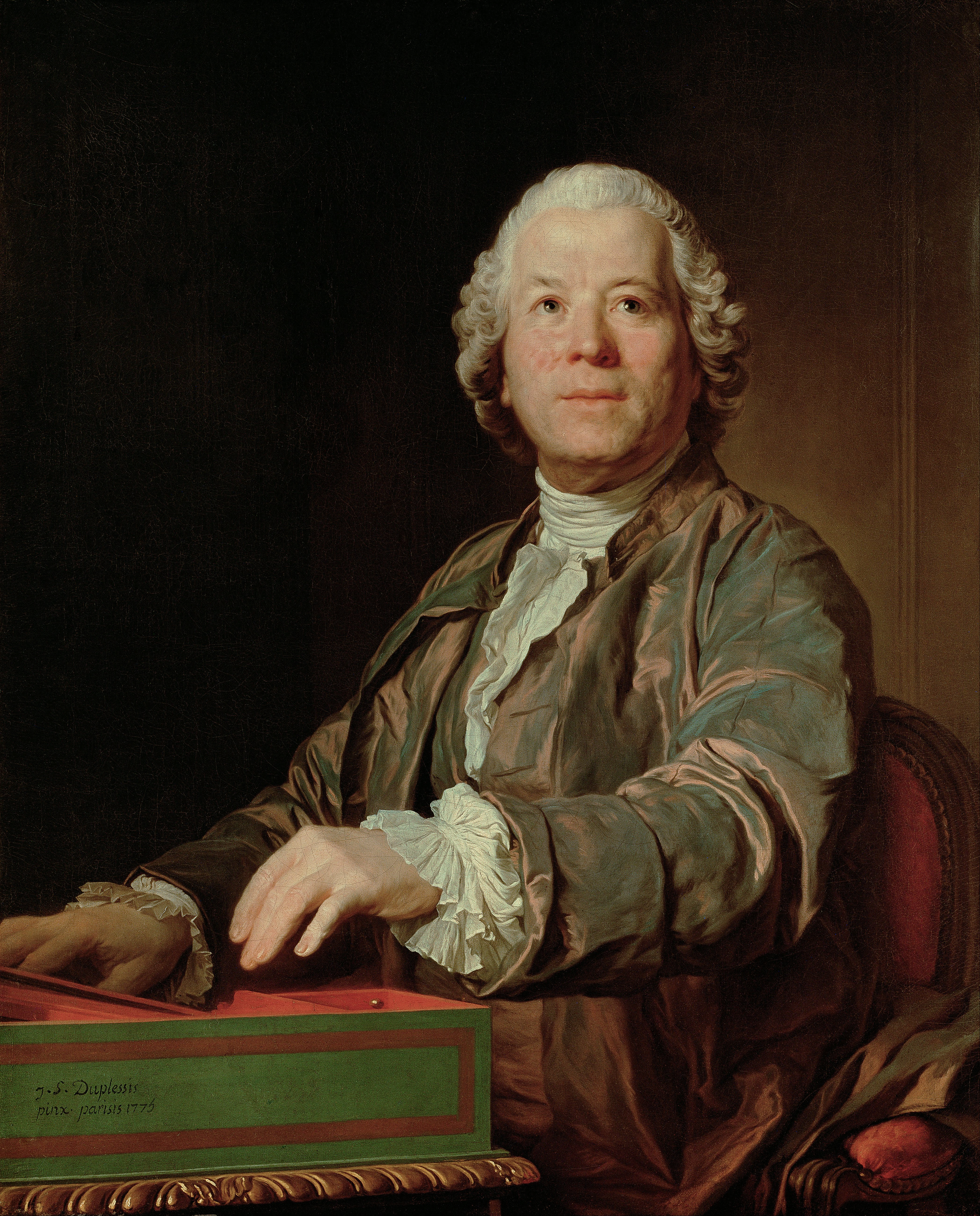
Christoph Willibald Gluck

L'innocenza giustificata (Oskuldsfullheten rättfärdigad) är en opera (festa teatrale) i en akt med musik av Christoph Willibald Gluck och libretto (recitativ) av Giacomo Durazzo utöver en del ariatexter av Pietro Metastasio.

## Historia
Operans innehåll använder sig av ett klassiskt ämne med inslag av övernaturlighet. För första gången i Glucks operor spelar kören en viktig roll. Gluck återanvände tre arior från tidigare verk och en del av musiken skulle han senare komma att använda i Armide. Operan hade premiär den 8 december 1755 på Burgtheater i Wien. 1768 spelades den i Wien under namnet La vestale.

## Personer
- Claudia, en vestal (sopran)
- Valerio, en romersk konsul (tenor)
- Flaminia, Claudias syster, gudinnan Vestas prästinna (sopran)
- Flavio, en romersk riddare (soprankastrat)
- Senatorer, riddare, liktorer, folk (kör)